# Maddie Hasson
Madelaine "Maddie" Hasson (* 4. ledna 1995 New Bern, Severní Karolína, USA) je americká herečka. Nejvíce se proslavila rolemi v seriálech Šestej smysl a Twisted.

## Životopis
Narodila se v New Bernu v Severní Karolíně. Je dcerou Catherine a Michaela Hassonových. Má dve sestry, starší sestra se jmenuje Anna. Vyrostla ve Wilmingtonu v Severní Karolíně a navštěvovala Cape Fear Academy. Osm let závodila s taneční skupinou. Vystoupila v několika hrách jako Grey Gardens a The Best Little Whorehouse in Texas.

## Kariéra
Zúčastnila se konkurzu do seriálu Tajemství kruhu a přesto, že roli nedostala, získala roli Willa Monday v seriálu stanice FOX Šestej smysl. V roce 2012 natočila film Underdogs.
V roce 2013 získala roli Jo Masterson v seriálu stanice ABC Family Twisted, za kterou získala nominaci na Teen Choice Award. V říjnu 2014 bylo oznámeno, že byla obsazena do role Billie Jean v připravovaném biografickém filmu Spatřil jsem světlo, o životě Hanka Williamse. Zahraje si jeho druhou ženu a vdovu. V roce 2016 se objevila ve snímku Novitate, po boku Dianny Agron. Ve stejném roce si zahrála ve filmu Novitiate. Od roku 2018 hraje hlavní roli v YouTube seriálu Impulse.

## Osobní život
Dne 17. prosince 2015 se provdala za Juliana Brinka.

## Filmografie

### Film
| Rok  | Název                      | Role          | Poznámky            |
| ---- | -------------------------- | ------------- | ------------------- |
| 2011 | Bůh žehnej Americe         | Chloe         |                     |
| 2013 | Underdogs                  | Renee Donohue |                     |
| 2015 | Spatřil jsem světlo        | Billie Jean   |                     |
| 2015 | A Light Beneath Their Feet | Daschulla     |                     |
| 2016 | Nejlepší naposled          | Shelly        |                     |
| 2017 | Novitate                   | Sestra Silly  |                     |
| 2017 | Ape                        | blodnýna      | krátkometrážní film |

### Televize
| Rok       | Název        | Role                    | Poznámky               |
| --------- | ------------ | ----------------------- | ---------------------- |
| 2012      | Šestej smysl | Willa Monday            | hlavní role, 13 dílů   |
| 2012      | Grimm        | Carly Kampfer           | díl: „Bad Moon Rising“ |
| 2013–2014 | Twisted      | Jo Masterson            | hlavní role, 19 dílů   |
| 2017      | Mr. Mercedes | Allie                   | 3 díly                 |
| 2018      | Impulse      | Henrietta "Henry" Coles | hlavní role, 10 dílů   |

## Ocenění a nominace
| Rok  | Ocenění            | Kategorie                         | Práce   | Výsledek |
| ---- | ------------------ | --------------------------------- | ------- | -------- |
| 2013 | Teen Choice Awards | letní televizní hvězda: žena      | Twisted | nominace |
| 2014 | Teen Choice Awards | nejlepší televizní herečka: drama | Twisted | nominace |